# Otar Giorgadze
Pas d'image ? Cliquez ici

a Compétitions nationales et continentales officielles uniquement.

b Matchs officiels uniquement.
Dernière mise à jour le 26 octobre 2024.
Otar Giorgadze (en géorgien : ოთარ გიორგაძე), né le 2 mars 1996 à Koutaïssi (Géorgie), est un joueur international géorgien de rugby à XV qui évolue aux postes de troisième ligne centre, troisième ligne aile. Il joue au sein de l'effectif du club du Valence Romans DR à partir de 2024.

## Biographie
Otar Giorgadze naît le 2 mars 1996 à Koutaïssi en Géorgie. Dans sa ville natale, il commence la pratique du rugby à XV au sein du RC Aia.
En mai 2015, il remporte le Trophée mondial avec l'équipe de Géorgie des moins de 20 ans. Le mois suivant, il fait ses débuts internationaux senior avec l'équipe de Géorgie.
À partir de la saison 2015-2016, il rejoint le centre de formation de l'ASM Clermont Auvergne, étant repéré à la suite de ses prestations durant le Trophée mondial,. Il fait ses débuts professionnels avec l'équipe première du club auvergnat durant la saison 2016-2017,, à l'occasion d'un match de Top 14 contre le FC Grenoble où il est titularisé et réalise une bonne performance en inscrivant notamment son premier essai,. Il dispute trois autres matchs cette saison-là et son club est sacré champion de France mais il ne participe pas aux phases finales,.
La saison suivante, il est peu utilisé et ne prend part qu'à trois bouts de matchs, étant notamment dépassé par l'espoir Julien Ruaud en plus de la concurrence des professionnels. Alors qu'il est censé signer son premier contrat professionnel avec l'ASM Clermont, il fait finalement son départ du club.
Durant l'été 2018, il rejoint donc le CA Brive en Pro D2. Pendant la saison, il est un élément important de l'effectif qui remonte en Top 14 en disputant vingt-deux matchs et inscrivant huit essais. Lors des saisons suivantes, il a moins de temps de jeu au sein du club briviste. Pendant son passage au CA Brive, il est retenu par l'équipe de Géorgie pour participer à la Coupe du monde 2019 au Japon. Il prend part aux quatre matchs de poule, dont un seul en tant que titulaire, pour un essai inscrit.
En juin 2022, il s'engage avec l'US Montauban en Pro D2. Durant ses deux saisons dans son nouveau club, il dispute vingt-sept rencontres en étant titulaire à quatorze reprises pour deux essais inscrits. En parallèle, il est appelé par la sélection géorgienne en cours de Coupe du monde 2023 à la suite du forfait de Beka Gorgadze. Il ne joue toutefois aucun match.
À partir de la saison 2024-2025, il rejoint le Valence Romans DR, toujours en Pro D2,.

## Palmarès

### En club
- Finaliste du Championnat de France espoirs en 2016 avec l'ASM Clermont Auvergne.
- Vainqueur du Championnat de France en 2017 avec l'ASM Clermont Auvergne.
- Vainqueur du Championnat de France espoirs en 2018 avec l'ASM Clermont Auvergne.
- Finaliste du Championnat de France de 2e division en 2019 avec le CA Brive.

### En équipe nationale
- Vainqueur du Trophée mondial des moins de 20 ans en 2015 avec l'équipe de Géorgie des moins de 20 ans.
- Vainqueur du Championnat d'Europe en 2018, 2019, 2022, 2023 et 2024 avec l'équipe de Géorgie.